# Thomas Dyke Acland (9e baronnet)
Pour les articles homonymes, voir Thomas Dyke Acland.
Thomas Dyke Acland, 9e baronnet (18 avril 1752 - 17 mai 1794) de Killerton dans le Devon et Holnicote dans le Somerset, est un éminent propriétaire terrien et membre de la gentry de West Country. Il est particulièrement connu pour sa passion pour la chasse, qu'il tenait de son père. Comme son père, il est connu localement dans le Devon et le Somerset sous le nom de « sir Thomas son honneur ».

## Biographie

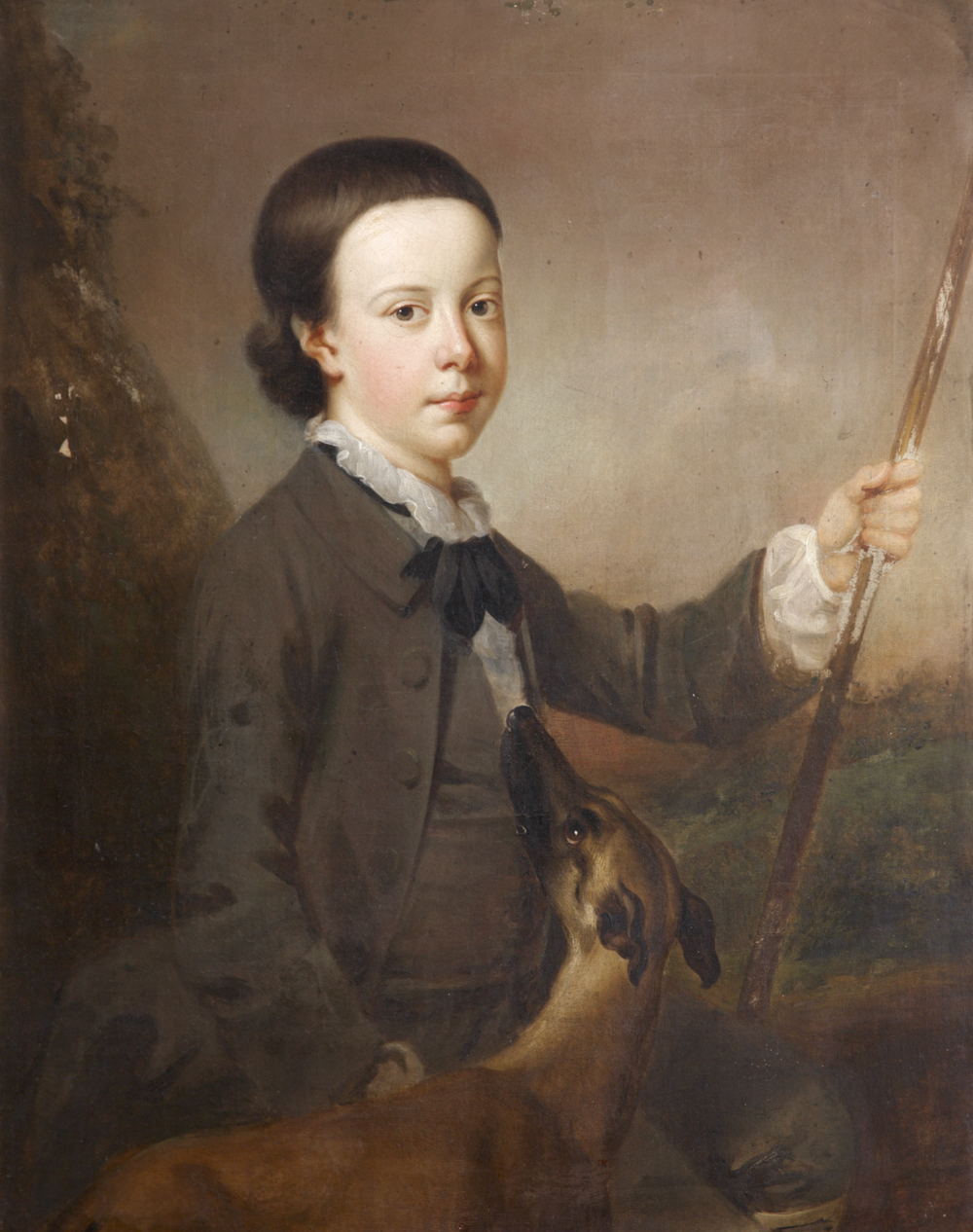
Acland comme un garçon, portrait de Richard Phelps

Il est le deuxième fils de Thomas Dyke Acland (7e baronnet) (1722-1785) de Killerton dans le Devon et Petherton Park dans le Somerset, et de sa femme Elizabeth Dyke (décédée en 1753), fille et héritière de Thomas Dyke de Tetton, Holnicote et Pixton dans le Somerset. L'ancienne famille Acland, soupçonnée d'être d'origine flamande, est originaire du domaine d'Acland dans la paroisse de Landkey dans le nord du Devon, où elle a été enregistrée pour la première fois en 1155. 
Il succède à son neveu de sept ans, John Dyke Acland, 8e baronnet (1778–1785) en tant que 9e baronnet à la mort de ce dernier en avril 1785. Selon la tradition, il s'est éloigné de son père et s'est disputé avec son frère aîné, le colonel John Dyke Acland (1747–1778) et s'est par conséquent éloigné des domaines familiaux. C'est lors d'une visite fortuite de son ancienne maison qu'il a appris qu'il héritait du titre de baronnet et des vastes domaines familiaux. 
Il fréquente le Collège d'Eton et University College, Oxford. 

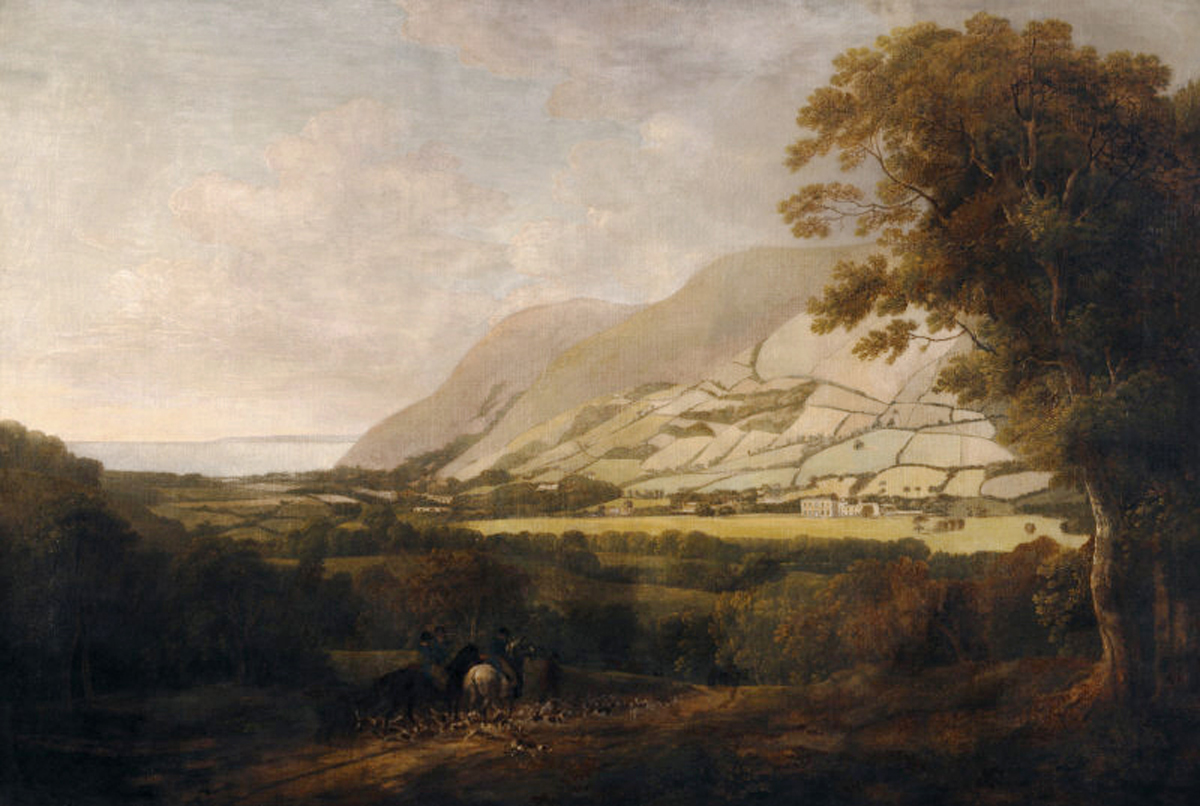
Maison Holnicote en 1785, reconstruite après l'incendie de 1779 vue du sud-ouest. Au premier plan, Sir Thomas Dyke Acland avec des staghounds. 1785 Peinture à l'huile de Francis Towne

Il avait une propension à s'endetter, et ainsi son père avait évité de lui léguer une grosse somme de capital qu'il pourrait gaspiller. Son frère aîné est décédé avant leur père et a laissé un enfant en bas âge comme héritier. Sa vie est en grande partie consacrée à la chasse et il suit son père dans la maîtrise des North Devon Staghounds. Il abandonne pratiquement le siège principal de la famille de Killerton au milieu du Devon et vit principalement à Holnicote et Highercombe, près de Dulverton, situées respectivement aux extrémités nord et sud de l'ancienne forêt royale d'Exmoor, réputée pour ses troupeaux de Cerf élaphe. Son hospitalité envers ses camarades chasseurs est légendaire, tout comme celle de son père. Au cours de la période de 1785 à sa mort en 1794, il a tué 101 cerfs, dont les têtes et les bois de beaucoup d'entre eux sont toujours affichés dans les écuries de Holnicote. Il est un employeur sévère de son personnel de chasse et, à une occasion où ses chiens avaient tué plusieurs moutons, appartenant peut-être à ses fermiers, il a ordonné à son chasseur "de se pendre et de suspendre la meute". 
Le 4 août 1787, il est nommé capitaine dans la milice du North Devon. Il est promu major le 14 août 1790 et lieutenant-colonel le 9 décembre 1793. 

## Mariage et enfants
Le 4 juillet 1785, à Barnes, dans le Surrey, il épouse Henrietta Anne Hoare, une fille de Richard Hoare, 1er baronnet de Barn Elms, associé de la société bancaire C. Hoare & Co de la ville de Londres, et Frances Anne Acland. Elle lui survit et en 1795 se remarie avec le capitaine Matthew Fortescue (1754–1842), frère cadet de Hugh Fortescue (1er comte Fortescue) de Castle Hill, Filleigh, Devon. Ils ont plusieurs enfants dont Thomas Dyke Acland, 10e baronnet (1787-1871), fils aîné et héritier, et Hugh Dyke Acland (1791-1834). 
Il meurt le 17 mai 1794, tombé malade lors d'un voyage à Londres. Il est enterré dans le caveau familial de Broadclyst Church, l'église paroissiale de Killerton House. Son épitaphe latine est écrite dans le registre funéraire de l'église Selworthy, l'église paroissiale de Holnicote. 
Son fils aîné, Thomas Dyke Acland, 10e baronnet (1787-1871), lui succède comme baronnet. Ses intérêts ne résidaient pas dans la chasse mais plutôt dans la politique et la philanthropie, et ont donné le ton à plusieurs générations de ses descendants.